# 黒木事件
黒木事件（くろきじけん）とは、宮崎県政を巡る汚職（贈収賄）事件のことである。

## 概要
1970年代に宮崎県の建設業界から黒木博宮崎県知事に現金3000万円の金が流れた。
1978年に宮崎県建設業協会会長が「1975年9月21日にトンネル工事に絡んで、地元建設会社社長からの依頼で黒木知事に3000万円渡した」旨の証言が出てきた。他にも黒木直筆の3000万円の領収メモが発見された。
1979年6月8日早朝、宮崎地方検察庁は知事公舎にいた黒木を受託収賄罪で逮捕。黒木は知事を辞職した。宮崎県建設業協会会長と建設会社社長の贈賄罪は公訴時効成立のため不起訴となった。
物証である黒木直筆の領収メモは「9月21日」と書かれていたものの年が書かれていなかった。黒木側は「1974年で翌年の知事選のための政治献金」、検察側は「1975年のわいろ」と主張が対立した。
1983年3月、黒木に宮崎地方裁判所で懲役3年追徴金3000万円の有罪判決が下った。黒木は控訴した。
1988年7月、福岡高等裁判所は黒木に逆転無罪を言い渡した。検察の構図では領収メモは仲介者である建設業協会会長の証言によると黒木前知事が持参としていたが、領収メモは宮崎県庁の用紙と一致しない一方で建設会社の用紙とは同一と鑑定結果が出たことにより、建設業協会会長が持参した可能性が高いことが大きかった。また、建設業協会会長が告発前後に授受年や請託内容が変遷した不自然さがあったが、建設業協会会長が1978年に協会会長選挙に敗北して会長職を退く際に、それは黒木前知事の画策によるものと邪推したことによる逆恨みの動機に基づく証言として、建設業協会会長の証言の信用性を否定されたためであった。黒木に贈賄したとされた建設会社に対する便宜供与についても「県内業者育成を優先するという土木行政に基づくもの」とされた。
ただし、無罪判決を出した福岡高裁でも黒木が建設業界から3000万円を授受したこと自体は裁判でも認定された。また、黒木の供述変遷経緯に不自然な点もみられ、特に政治献金として受領した3000万円の使途に関する点は物証がなく、黒木の弁解は全面的に信用できるわけではないと福岡高裁で認定された。